# Cattedrale di Vélez
La cattedrale di Vélez, consacrata alla Madonna della Neve, si trova a Vélez, in Colombia, ed è la sede del vescovo della diocesi di Vélez.